# Servicezeit
Servicezeit ist eine Magazinsendung des Westdeutschen Rundfunks.

## Fernsehen
Im WDR Fernsehen wird die Sendung montags bis freitags von 18.15 Uhr bis 18.45 Uhr ausgestrahlt. Moderiert wird sie von Yvonne Willicks und Daniel Aßmann. Sie beschäftigt sich mit verschiedenen Themenkreisen. Als Moderationsvertretungen kommen Svenja Kellershohn und Lisa Kestel zum Einsatz.
Freitags wird die Servicezeit Reportage ausgestrahlt.

## Radio
Mittwochs wird ein Thema der Fernsehsendung ausführlich in der WDR-2-Hörfunksendung Servicezeit vorgestellt, die von Dieter Könnes moderiert wird.

## Belege
1. ↑  WDR: Comeback für "Hobbythek" in der "Servicezeit" vom 27. September 2010 bei dwdl.de, abgerufen am 9. Oktober 2011.